# Andrea Zimmerer

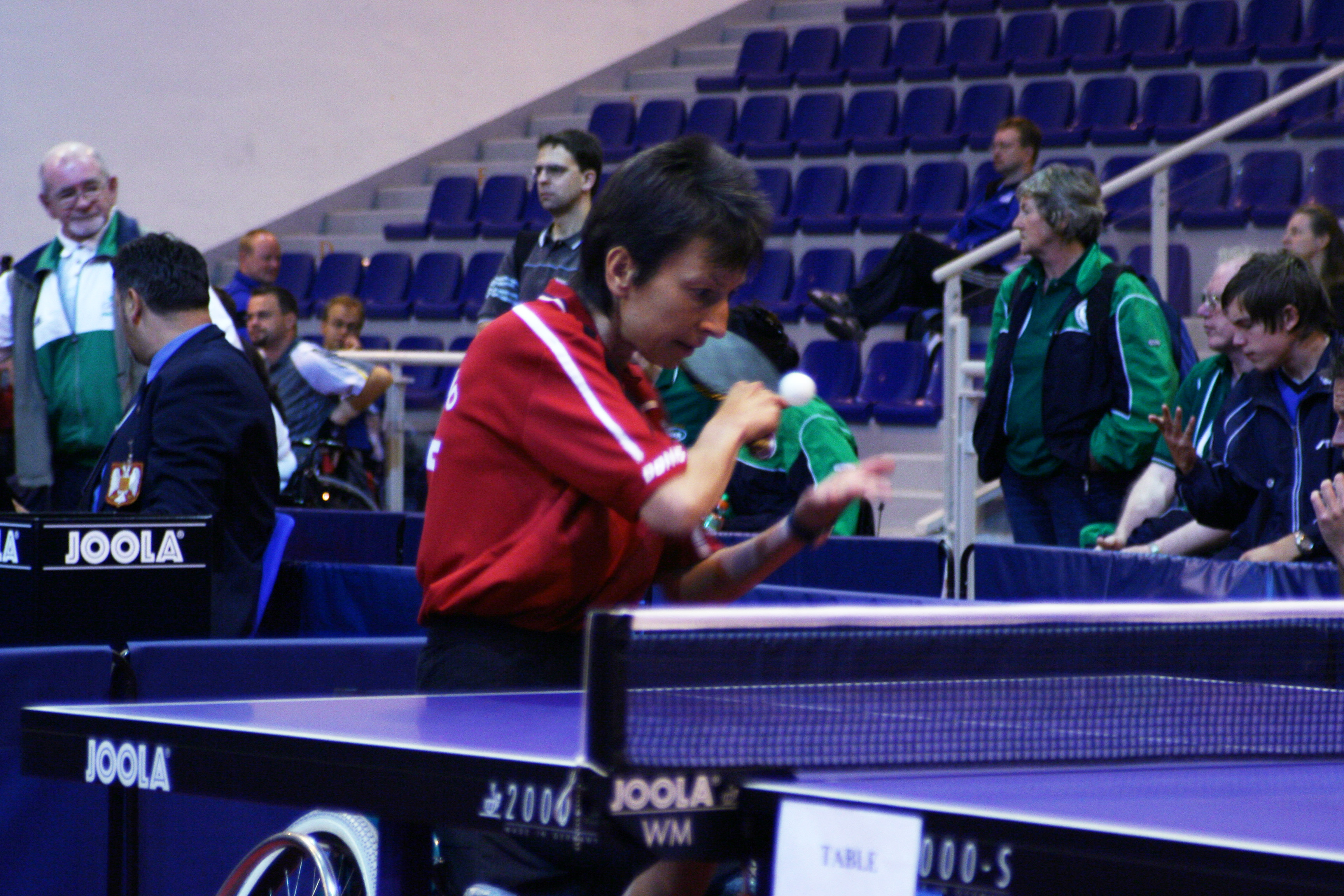
Andrea Zimmerer (2005)

Andrea Zimmerer, geborene Gutknecht (* 4. Juni 1965 in Preetz) ist eine deutsche Tischtennisspielerin. In den 1980er Jahren spielte sie in der Nationalmannschaft, nach ihrer Behinderung gehört sie zu den weltbesten Spielerinnen im Rollstuhl-Tischtennis.

## Karriere

### Jugend
Als Neunjährige begann Gutknecht mit dem Tischtennisspielen beim Preetzer TSV. 1978 wechselte sie zum TSV Kronshagen. Bei den Schülerwettbewerben gewann sie dreimal den Titel Deutsche Meisterin: 1978 im Doppel mit Susanne Wenzel sowie 1979 im Einzel und im Doppel mit Gaby Sippel. 1979 nahm sie an der Europameisterschaft der Schülerinnen teil. 1982 belegte sie beim Ranglistenturnier Schüler TOP-12 des DTTB Platz 2.
Als Jugendliche gewann sie 1980 die Deutsche Meisterschaft im Doppel mit Susanne Wenzel sowie 1982 im Einzel und im Mixed (mit Guido Hehmann), im Jugend-TOP-12 wurde sie Zweite. Im gleichen Jahr wurde sie für die Europameisterschaft der Jugend nominiert.

### Erwachsenenbereich
Aufmerksamkeit erregte Gutknecht bei den deutschen Meisterschaften der Erwachsenen, als sie mit Kirsten Rathje im Doppel gegen Agnes Simon/Monika Stork gewann. Mit Kronshagen holte sie 1983 die deutsche Mannschaftsmeisterschaft. In diesem Jahr wurde sie für die Weltmeisterschaft nominiert. Hier schlug die Abwehrspielerin im Einzelwettbewerb die Jugoslawin Branka Batinić, schied dann aber gegen Barbara Lippens (Belgien) aus. Im Doppel erreichte sie zusammen mit Monica Grefberg aus Finnland das Achtelfinale. Mit dem deutschen Team kam sie auf Rang 10. In der nationalen deutschen Rangliste wurde sie 1983 auf Platz 4 geführt.
In der Saison 1984/85 schloss sie sich dem Verein GW Kiel an. Nach einem Zwischenspiel 1985/86 bei den Reinickendorfer Füchsen kehrte sie nach Kiel zurück. Mit beiden Vereinen spielte sie in der Bundesliga.

### Ende der Laufbahn als „Fußgänger“
Gutknecht litt an einem bösartigen Tumor, der 1991 zur Amputation ihres linken Beines zwang. Dies bedeutete das Ende ihrer Laufbahn als „Fußgänger“. Sie hörte mit dem Tischtennisspielen auf.
1993 heiratete sie Frank Zimmerer. In der Folge war sie in mehreren Behindertensportarten aktiv.

### Neubeginn mit Rollstuhltischtennis
1993 begann Gutknecht – nun unter dem Namen Andrea Zimmerer – wieder mit dem Tischtennisspielen. Bei Wettkämpfen trat sie im Rollstuhl in der Behindertenklasse 5 an. Zunächst schloss sie sich dem RSG Raisdorf an. 1993 siegte sie bei der Landesmeisterschaft von Schleswig-Holstein in der Leistungsklasse A vor allen männlichen Teilnehmern.
Nach nur einem halben Jahr Tischtennis im Rollstuhl verabschiedete sich Andrea erst einmal wieder von dieser Sportart und widmete sich anderen Hobbys, etwa Radfahren.
2005 entdeckte sie den Tischtennissport wieder, spielte zunächst in der 2. Rollstuhl-Bundesliga bei RSC Husum und ab 2006 dann bei der BSG Bielefeld (mit Monika Sikora-Weinmann) in der 1. Rollstuhl-Bundesliga sowie der FT Preetz in der Verbandsliga der „Fußgänger“.
Ihre Erfahrung im „Fußgänger“-Tischtennis kam ihr im Behindertensport zugute und verhalf ihr zu mehreren nationalen und internationalen Erfolgen. So holte sie bei der Europameisterschaft 2005 Gold mit der Mannschaft und Silber im Einzel. Zwei Jahre später wurde sie Europameisterin im Einzel und mit dem Team. 2006 wurde sie Vizeweltmeisterin mit der deutschen Mannschaft. Bei den Paralympics 2008 in Peking gewann sie Silber mit der Mannschaft und Bronze im Einzel (WK 4).
Dafür erhielt sie von Bundespräsident Horst Köhler das Silberne Lorbeerblatt. 2009 wurde sie mit der Sportplakette des Landes Schleswig-Holstein ausgezeichnet.
In der Weltrangliste belegt sie hinter drei Chinesinnen Platz vier.

## Beruf
Nach Abschluss des Betriebswirtschaft-Studiums arbeitete Andrea Gutknecht 11 Jahre lang an der Uni Kiel. Einige Jahre nach ihrer Beinamputation zwang sie die 3. Krebserkrankung in Frührente zu gehen.

## Turnierergebnisse
| Verband | Veranstaltung     | Jahr | Ort   | Land | Einzel    | Doppel    | Mixed | Team |
| ------- | ----------------- | ---- | ----- | ---- | --------- | --------- | ----- | ---- |
| FRG     | Weltmeisterschaft | 1983 | Tokio | JPN  | letzte 64 | letzte 16 | Qual  | 10   |

## Auszeichnungen
- Trägerin des Silbernen Lorbeerblattes